# Femi Elufowoju Jr.
Femi Elufowoju Jr. (* 31. Oktober 1962 in Hammersmith) ist ein britisch-nigerianischer Filmschauspieler, Theater-, Hörspiel- und Opernregisseur.

## Leben
Elufowoju wurde als Sohn aus Nigeria nach England eingewanderter Eltern im Londoner Stadtteil Hammersmith geboren.
Von 1967 bis 1974 besuchte er die Copenhagen Primary & Junior School in Islington. Nach dem Umzug seiner Eltern nach Nigeria setzte er seine Schulausbildung an der Sacred Heart Primary School in Ibadan und der Christ's School Ado Ekiti in Ekiti fort. 1980 begann er ein Studium am College of Arts and Science  in Oyo. 1985 kehrte er nach London zurück und besuchte dort das  North London College.
1990 machte er am Bretton Hall College of Education der Universität Leeds einen Bachelor-Abschluss im Fach Schauspiel. Von 2010 bis 2012 absolvierte er ein Aufbaustudium der Pädagogik an der South Bank University in London.

### Theater, Film, Radio
Elufowoju spielte seit 1994 eine Reihe von Nebenrollen im Britischen Fernsehen, die erste von 1994 bis 1996 in der mehrfach ausgezeichneten Serie The Bill.
Seine erste Rolle in einem Spielfilm hatte er 1998 in Giuseppe Tornatores Film Die Legende vom Ozeanpianisten. In den folgenden Jahren übernahm er Nebenrollen in britischen Fernsehproduktionen. Seit dieser Zeit hat er auch in Hörspielproduktionen und unterschiedlichen kulturellen Sendungen von BBC Radio 3 und Radio 4 Regie geführt, u. a. in Burned to Nothing von Rex Obano und in The New Bwana von Sam Soko.
1997 gründete er das Tiata fahodzi, das er von 1997 bis 2010 leitete, und das sich inzwischen zu einer renommierten „British African heritage contemporary theatre company“ entwickelt hat.
2009 wurde seine Inszenierung von Iya-Ile (The First Wife) des nigerianischen Autors Oladipo Agboluaje für einen Laurence Olivier Award nominiert.
2015 gründete er zusammen mit Thomas Kell das Elufowoju jr. Ensemble, das überwiegend Stücke afrikanischer Autoren auf die Bühne bringt und sowohl auf Bühnen in Großbritannien als auch in vielen Ländern Afrikas gastiert.
2020 inszenierte er Inua Ellams Theaterfassung von Saint-Exupérys Der kleine Prinz, die nach der Londoner Premiere auf dem Edinburgh Festival 2020  aufgeführt wurde, bevor sie in die USA auf Tour ging.

### Musiktheater, Oper
2010 wurde er zusammen mit der Theater- und Opernregisseurin Annabel Arden von Sir Mark Elder, dem Leiter des Hallé-Orchesters, eingeladen, Strawinskys Geschichte vom Soldaten für eine Fernsehfassung einzurichten.
Sein Debüt als Opernregisseur hatte er am 22. Januar 2022 an der Opera  North in Leeds mit  Rigoletto von Giuseppe Verdi unter der musikalischen Leitung von Garry Walker. Die Inszenierung wurde mit dem South Bank Sky Arts Award ausgezeichnet.